# Columba punicea
La paloma purpúrea (Columba punicea), o paloma púrpura, es una especie de ave columbiforme de la familia Columbidae nativa del subcontinente indio y del Sudeste Asiático.

## Descripción
La especie mide 36 a 40.5 cm de largo, es de color castaño muy oscuro y con un píleo pálido en contraste. El macho tiene un píleo blanco grisáceo, partes superiores de color púrpura a marrón con brillo verdoso tenue en el cuello; los mantos y la espalda son fuertementes iridiscentes; el obispillo y las coberteras superiores de la cola son de un color pizarra oscuro; las coberteras del oído son vinosas a marrón, la garganta y las coberteras inferiores de la cola son de un gris pizarra; y la cola y las plumas de vuelo son negruzcas. Las hembras tienen un píleo de color gris-marrón. Inicialmente, los jóvenes tienen un píleo de un color que hace juego del manto, coberteras de las alas más tenues y escapularios con flecos ante, un brillo muy reducido en las partes superiores e inferiores más grises. Las patas son de color carmesí y del iris es de color amarillo cremoso en los adultos. La piel alrededor de los ojos y los ceres son magenta.
Algunos taxonomistas lo agrupan junto a la paloma plateada (Columba argentina), ya que ambas palomas del Viejo Mundo carecen de los patrones en la parte posterior del cuello (habituales en el género).

## Distribucuión y hábitat
La paloma purpúrea está muy distribuida a nivel local a través de su amplia distribución, que abarca partes del norte y el noreste de la India, Bangladés, Birmania, Tailandia, Laos, Camboya y Vietnam. La especie tipo fue recolectada en Chaibasa, Singhbhum (India), pero existen relativamente pocos registros desde la India del Sur. Existen informes de la especie desde Maharahtra, Orissa, Bihar y Andhra Pradesh (valle de Araku). Los observadores consideraron que era un visitante estacional en Sri Lanka. En algunas partes de Tailandia son invernantes y  han sido vistas durmiendo en los manglares lejos del continente.
Se encuentran principalmente en los bosques de las llanuras. Frecuenta una gran variedad de hábitats, desde las tierras bajas hasta altitudes de 1600 m, principalmente bosques primarios o secundarios perennifolios, pero también bosques caducifolios abiertos de dipterocarpáceas, bambúes, y campos agrícolas, particularmente en las proximidades de los bosques. Los manglares, pequeñas islas boscosas y otros hábitats costeros son probablemente frecuentados en la temporada no reproductiva. Es principalmente frugívoros, aunque los granos y semillas son importantes componentes de la dieta en algunas áreas. Tickell observó que se encontraron aves en grupos de cuatro a cinco, principalmente en árboles Eugenia cerca de los ríos. Se comieron los frutos de estos árboles, por la mañana y por la noche, y descansaron durante el calor del día. Layard señaló que es partidaria de árboles de canela. No parece ser común en la mayor parte de su área de distribución. Se dice que es común en la isla de Koh Mur o Pulau Muntia, al oeste de Tailandia. Informes recientes indican que actualmente solo aparece rara vez y de manera irregular dentro de su distribución.

## Comportamiento y ecología
La especie vuela en pequeños grupos y alimenta principalmente por la mañana y por la noche. Se dice que tienen una llamado greve similar al de la dúcula verde (Ducula aenea), pero más breve y menos prolongado. La temporada de reproducción es de mayo a agosto y colocan el frágil nido en forma de plataforma muy abajo en un árbol y la hembra pone un huevo, o dos en pocas veces.
Una especie de parásito helminto, Cotugnia joyeuxi Baer, fue recogida por primera vez de esta especie en una muestra de Birmania.